# Інформаційно-виставковий центр Музею Майдану
Інформаційно-виставковий центр Музею Майдану (Інфоцентр Музею Майдану) — виставковий простір Національного музею Революції Гідності, місце експозиції та культурних заходів. 
Відкритий 21 листопада 2018 року на двох поверхах оновленого після пожежі Будинку профспілок України на майдані Незалежності, 2.Загальна площа Інфоцентру — близько 130 кв. м.

## Діяльність
В Інфоцентрі Музею Майдану можна дізнатися про передумови та перебіг Євромайдану, отримати інформацію про маршрут екскурсії “Місця Революції Гідності”, замовити екскурсію, принести експонати, залишити свої спогади про знаменні події, довідатися про діяльність Національного меморіального комплексу Героїв Небесної Сотні – Музею Революції Гідності.
На другому поверсі Інфоцентру облаштовано простір подій для презентацій, показу фільмів та тематичних зустрічей.

## Інтер'єр і експозиція
На першому поверсі Інфоцентру діє виставка "Назустріч свободі". Експозиція присвячена подіям 2013—2014 років.  
У січні 2023 року виставку оновили та доповнили новими експонатами. Зокрема, в експозиції представлено каску майданівця Романа Ратушного, загиблого у російсько-українській війні на Харківщині, обладунки самооборонівців, розтрощену 18 лютого 2014 року силовиками каску оператора "5 каналу" Сергія Клименка, та речі, які розповідають про революційну історію Будинку профспілок, життя, побут і творчість Майдану.  
Перший поверх Інфоцентру обладнано мультимедійними засобами. Відвідувачі можуть прослухати записані розповіді учасників Революції Гідності та дізнатися яким буде Дім Свободи – майбутня будівля Національного музею Революції Гідності.
Співкуратор виставки "Назустріч свободі" Анастасія Гайдукевич-Качуро розповідає: 
|  | В оновленому просторі Інфоцентру можна нагадати собі, що Майдан – місце переможного супротиву, й почути історії боротьби від Майдану до сьогодні й побачити експонати із унікальною персональною історією. |

Другий поверх є місцем проведення заходів Музею Майдану та партнерів.
Підлога зали на верхньому поверсі Інфоцентру оздоблена стилізованою картою центру Києва, на якій позначено ключові місця революції — барикади, намети, будівлі станом на 17 лютого 2014. Співвідношення сил — перебування силовиків і мітингарів упродовж протистояння фіксував картограф Дмитро Вортман.
Одна сторона приміщення відведена під "топографічну стіну" — імітацію майданівської, дерев'яної, на дощечках якої люди писали назви своїх населених пунктів. Як і під час Майдану, кожен відвідувач може написати щось у вільному прямокутнику. Кожні кілька місяців гості Інфоцентру встигають заповнити "цеглинки". Тоді список фотографується та зберігається, а стіна очищується для активності подальших гостей.
Авторка дизайну зали Ольга Сало пояснює:
|  | На першому поверсі виставка розповідає хронологію Революції Гідності. Це тексти, зображення, архівні відео, аудіоспогади учасників. Також є оригінальні експонати з колекції Музею Майдану. Експозиція другого поверху – це можливість самостійно поблукати Майданом, подивитися, де відбувалися сутички, де барикади, наметові містечка, ключові споруди. Можливо, для когось це буде нагода освіжити власні враження про Революцію Гідності. У роботі над дизайном одним із завдань було зробити невеличке приміщення багатофункційним. Один з очікуваних результатів – усвідомлення відвідувачами, наскільки важлива тема Революції Гідності та наскільки принципова справа – постання повноцінного музею, який би розлого розкривав тему Майдану. |